# Молодіжний чемпіонат світу з футболу 1985
Молодіжний чемпіонат світу з футболу 1985 року (англ. 1985 FIFA World Youth Championship) — 5-ий розіграш молодіжного чемпіонату світу, що проходив з 24 серпня по 7 вересня 1985 року в СРСР. Перемогу здобула збірна Бразилії, яка перемогла у фіналі в додатковий час Іспанію і таким чином здобула другий трофей у своїй історії. Найкращим гравцем турніру став бразилець Сілас, а найкращим бомбардиром із 3 голами стало відразу 7 гравців з чотирьох різних збірних.
Турнір проходив на десяти стадіонах в восьми містах: Баку, Єреван, Ленінград, Мінськ (2 стадіони), Москва, Октембрян, Тбілісі (2 стадіони) та Сумгаїт.

## Кваліфікація
СРСР автоматично отримав місце у фінальному турнірі на правах господаря. Решта 15 учасників визначилися за підсумками 6-ти молодіжних турнірів, що проводились кожною Конфедерацією, яка входить до ФІФА.
| Конфедерація | Турнір                                      | Збірні                                      |
| ------------ | ------------------------------------------- | ------------------------------------------- |
| АФК          | Молодіжний чемпіонат Азії 1985              | КНР Саудівська Аравія1                      |
| КАФ          | Молодіжний чемпіонат Африки 1985            | Нігерія Туніс                               |
| КОНКАКАФ     | Молодіжний чемпіонат КОНКАКАФ 1984          | Канада Мексика                              |
| КОНМЕБОЛ     | Молодіжний чемпіонат Південної Америки 1985 | Бразилія Колумбія1 Парагвай                 |
| ОФК          | Молодіжний чемпіонат ОФК 1985               | Австралія                                   |
| УЄФА         | Господар                                    | СРСР                                        |
| УЄФА         | Юнацький чемпіонат Європи (U-18) 1984       | Болгарія1 Англія Угорщина Ірландія1 Іспанія |

1.↑  Дебютант молодіжних чемпіонатів світу.

## Стадіони
| Москва                                                         | Ленінград            | Тбілісі               | Тбілісі              | Єреван                       |
| -------------------------------------------------------------- | -------------------- | --------------------- | -------------------- | ---------------------------- |
| Центральний стадіон Леніна                                     | Стадіон імені Кірова | «Динамо» імені Леніна | «Локомотив»          | «Раздан»                     |
| Місткість: 103,000                                             | Місткість: 72,000    | Місткість: 74,354     | Місткість: 36,000    | Місткість: 70,000            |
|                                                                |                      |                       |                      |                              |
| Москва Ленінград Тбілісі Мінськ Єреван Октемберян Баку Сумгаїт |                      |                       |                      |                              |
| Мінськ                                                         | Мінськ               | Октемберян            | Баку                 | Сумгаїт                      |
| «Динамо»                                                       | «Трактор»            | «Ювілений»            | Стадіон імені Леніна | Стадіон ім. Мехті Гусейнзаде |
| Місткість: 40,000                                              | Місткість: 17,600    | Місткість: 10,000     | Місткість: 30,000    | Місткість: 15,500            |
|                                                                |                      |                       |                      |                              |

## Склади
Команди мали подати заявку з 18 гравців (двоє з яких — воротарі).

## Груповий етап
Переможці груп і команди, що зайняли другі місця, проходять в 1/4 фіналу.
| Умовні колірні позначення | Умовні колірні позначення             |
| ------------------------- | ------------------------------------- |
|                           | Команди, що проходять до чвертьфіналу |

### Група A
| Збірна   | О | І | В | Н | П | ГЗ | ГП | РГ | Кваліфікація           |
| -------- | - | - | - | - | - | -- | -- | -- | ---------------------- |
| Болгарія | 4 | 3 | 1 | 2 | 0 | 4  | 2  | +2 | Вийшли до чвертьфіналу |
| Колумбія | 4 | 3 | 1 | 2 | 0 | 5  | 4  | +1 | Вийшли до чвертьфіналу |
| Угорщина | 4 | 3 | 1 | 2 | 0 | 5  | 4  | +1 |                        |
| Туніс    | 0 | 3 | 0 | 0 | 3 | 2  | 6  | –4 |                        |

| 24 серпня 1985 15:00 |

| Угорщина                    | 2–2      | Колумбія               |
| --------------------------- | -------- | ---------------------- |
| Пінтер 59' (пен.) Сінка 85' | Протокол | Перес 88' Родрігес 89' |

| «Раздан», Єреван Глядачів: 10,000 Арбітр: Жорж Сандоз (Швейцарія) |

| 24 серпня 1985 19:00 |

| Туніс | 0–2      | Болгарія                  |
| ----- | -------- | ------------------------- |
|       | Протокол | Міхтарський 32' Пенєв 78' |

| «Раздан», Єреван Глядачів: 14,000 Арбітр: Джо Ворралл (Англія) |

| 26 серпня 1985 19:00 |

| Угорщина                    | 2–1      | Туніс     |
| --------------------------- | -------- | --------- |
| Пінтер 60' (пен.) Фішер 87' | Протокол | Туаті 46' |

| «Раздан», Єреван Глядачів: 19,000 Арбітр: Хуан Франсіско Ескобар (Парагвай) |

| 27 серпня 1985 19:00 |

| Колумбія    | 1–1      | Болгарія       |
| ----------- | -------- | -------------- |
| Трельєс 74' | Протокол | Калайджиєв 69' |

| «Раздан», Єреван Глядачів: 15,000 Арбітр: Джассім Манді (Бахрейн) |

| 29 серпня 1985 18:30 |

| Колумбія                  | 2–1      | Туніс         |
| ------------------------- | -------- | ------------- |
| Кастаньйо 19' Трельєс 68' | Протокол | Абдельхак 76' |

| «Ювілейний», Октембрян Глядачів: 9,000 Арбітр: Володимир Кузнецов (СРСР) |

| 29 серпня 1985 19:00 |

| Угорщина  | 1–1      | Болгарія       |
| --------- | -------- | -------------- |
| Фішер 80' | Протокол | Костадинов 57' |

| «Раздан», Єреван Глядачів: 17,000 Арбітр: Едгардо Кодесаль (Мексика) |

### Група B
| Збірна            | О | І | В | Н | П | ГЗ | ГП | РГ | Кваліфікація           |
| ----------------- | - | - | - | - | - | -- | -- | -- | ---------------------- |
| Бразилія          | 6 | 3 | 3 | 0 | 0 | 5  | 1  | +4 | Вийшли до чвертьфіналу |
| Іспанія           | 3 | 3 | 1 | 1 | 1 | 4  | 4  | 0  | Вийшли до чвертьфіналу |
| Саудівська Аравія | 3 | 3 | 1 | 1 | 1 | 1  | 1  | 0  |                        |
| Ірландія          | 0 | 3 | 0 | 0 | 3 | 3  | 7  | –4 |                        |

| 24 серпня 1985 15:00 |

| Ірландія  | 1–2      | Бразилія            |
| --------- | -------- | ------------------- |
| Тьюїт 86' | Протокол | Балало 20' Діда 80' |

| «Динамо» імені Леніна, Тбілісі Глядачів: 45,000 Арбітр: Нухум Траоре (Малі) |

| 24 серпня 1985 19:00 |

| Саудівська Аравія | 0–0      | Іспанія |
| ----------------- | -------- | ------- |
|                   | Протокол |         |

| «Динамо» імені Леніна, Тбілісі Глядачів: 25,000 Арбітр: Тоні Евангеліста (Канада) |

| 26 серпня 1985 19:00 |

| Ірландія | 0–1      | Саудівська Аравія     |
| -------- | -------- | --------------------- |
|          | Протокол | Аль-Джаман 54' (пен.) |

| «Динамо» імені Леніна, Тбілісі Глядачів: 20,000 Арбітр: Берні Улльоа Морера (Коста-Рика) |

| 27 серпня 1985 19:00 |

| Бразилія               | 2–0      | Іспанія |
| ---------------------- | -------- | ------- |
| Лусіано 50' Балало 65' | Протокол |         |

| «Динамо» імені Леніна, Тбілісі Глядачів: 20,000 Арбітр: Джамаль Аш-Шаріф (Сирія) |

| 29 серпня 1985 19:00 |

| Ірландія                 | 2–4      | Іспанія                          |
| ------------------------ | -------- | -------------------------------- |
| Муні 51' Келч 56' (пен.) | Протокол | Фернандо 3', 61' Лосада 35', 85' |

| «Динамо» імені Леніна, Тбілісі Глядачів: 9,800 Арбітр: Хесус Діас Паласіо (Колумбія) |

| 29 серпня 1985 19:00 |

| Бразилія   | 1–0      | Саудівська Аравія |
| ---------- | -------- | ----------------- |
| Мюллер 35' | Протокол |                   |

| «Локомотив», Тбілісі Глядачів: 9,000 Арбітр: Юрій Савченко (СРСР) |

### Група C
| Збірна    | О | І | В | Н | П | ГЗ | ГП | РГ | Кваліфікація           |
| --------- | - | - | - | - | - | -- | -- | -- | ---------------------- |
| СРСР      | 5 | 3 | 2 | 1 | 0 | 7  | 1  | +6 | Вийшли до чвертьфіналу |
| Нігерія   | 4 | 3 | 2 | 0 | 1 | 6  | 4  | +2 | Вийшли до чвертьфіналу |
| Австралія | 2 | 3 | 0 | 2 | 1 | 2  | 3  | –1 |                        |
| Канада    | 1 | 3 | 0 | 1 | 2 | 0  | 7  | –7 |                        |

| 24 серпня 1985 15:00 |

| СРСР | 0–0      | Австралія |
| ---- | -------- | --------- |
|      | Протокол |           |

| «Динамо», Мінськ Глядачів: 16,000 Арбітр: Вікторіано Санчес Армініо (Іспанія) |

| 24 серпня 1985 19:00 |

| Нігерія            | 2–0      | Канада |
| ------------------ | -------- | ------ |
| Мандей 1' Сяся 78' | Протокол |        |

| «Динамо», Мінськ Глядачів: 16,000 Арбітр: Луїджі Агнолін (Італія) |

| 26 серпня 1985 19:00 |

| СРСР                           | 2–1      | Нігерія     |
| ------------------------------ | -------- | ----------- |
| Художилов 23' (пен.) Чедія 41' | Протокол | Анунобі 81' |

| «Динамо», Мінськ Глядачів: 23,000 Арбітр: Жозе Роберто Райт (Бразилія) |

| 27 серпня 1985 19:00 |

| Австралія | 0–0      | Канада |
| --------- | -------- | ------ |
|           | Протокол |        |

| «Динамо», Мінськ Глядачів: 8,000 Арбітр: Алі Бін Нассер (Туніс) |

| 29 серпня 1985 19:00 |

| СРСР                                                                    | 5–0      | Канада |
| ----------------------------------------------------------------------- | -------- | ------ |
| Кеташвілі 38' Татарчук 39' Іванаускас 60' Скляров 64' (пен.) Кужлєв 79' | Протокол |        |

| «Динамо», Мінськ Глядачів: 16,000 Арбітр: Жоель Кінью (Франція) |

| 29 серпня 1985 19:00 |

| Австралія                       | 2–3      | Нігерія                           |
| ------------------------------- | -------- | --------------------------------- |
| Панагіс 27' Каланцис 38' (пен.) | Протокол | Аделеє 63' Мандей 78' Анунобі 79' |

| «Трактор», Мінськ Глядачів: 7,000 Арбітр: Сідзуо Такада (Японія) |

### Група D
| Збірна   | О | І | В | Н | П | ГЗ | ГП | РГ | Кваліфікація           |
| -------- | - | - | - | - | - | -- | -- | -- | ---------------------- |
| Мексика  | 6 | 3 | 3 | 0 | 0 | 6  | 1  | +5 | Вийшли до чвертьфіналу |
| КНР      | 4 | 3 | 2 | 0 | 1 | 5  | 4  | +1 | Вийшли до чвертьфіналу |
| Парагвай | 1 | 3 | 0 | 1 | 2 | 3  | 6  | –3 |                        |
| Англія   | 1 | 3 | 0 | 1 | 2 | 2  | 5  | –3 |                        |

| 24 серпня 1985 15:00 |

| Англія                 | 2–2      | Парагвай              |
| ---------------------- | -------- | --------------------- |
| Вакеншоу 19' Пріст 31' | Протокол | Картаман 41' Хара 74' |

| Стадіон імені Леніна, Баку Глядачів: 40,000 Арбітр: Ласло Падар (Угорщина) |

| 24 серпня 1985 19:00 |

| КНР         | 1–3      | Мексика                                |
| ----------- | -------- | -------------------------------------- |
| Гон Лей 68' | Протокол | Амбріс 19' (пен.) Гарсія Аспе 30', 45' |

| Стадіон імені Леніна, Баку Глядачів: 30,000 Арбітр: Вільям Манро (Нова Зеландія) |

| 26 серпня 1985 19:00 |

| Англія | 0–2      | КНР                       |
| ------ | -------- | ------------------------- |
|        | Протокол | Гао Хунбо 76' Гон Лей 89' |

| Стадіон імені Леніна, Баку Глядачів: 12,000 Арбітр: Хуан Даніель Кардельїно (Уругвай) |

| 27 серпня 1985 19:00 |

| Парагвай | 0–2      | Мексика                  |
| -------- | -------- | ------------------------ |
|          | Протокол | Крус 22' Гарсія Аспе 70' |

| Стадіон імені Леніна, Баку Глядачів: 7,000 Арбітр: Едвін Пікон-Аконг (Маврикій) |

| 29 серпня 1985 19:00 |

| Англія | 0–1      | Мексика     |
| ------ | -------- | ----------- |
|        | Протокол | Бекерра 34' |

| Стадіон імені Леніна, Баку Глядачів: 12,000 Арбітр: Ернан Сілва (Чилі) |

| 29 серпня 1985 19:00 |

| Парагвай    | 1–2      | КНР                          |
| ----------- | -------- | ---------------------------- |
| Мерелес 17' | Протокол | Сун Лін Юн 14' Гао Хунбо 76' |

| Стадіон ім. Мехті Гусейнзаде, Сумгаїт Глядачів: 15,500 Арбітр: Девід Сайм (Шотландія) |

## Плей-оф
|  | Чвертьфінали        | Чвертьфінали          |                    |                | Півфінали   | Півфінали   |  |  | Фінал              | Фінал |
|  |                     |                       |                    |                |             |             |  |  |                    |       |
|  | 1 вересня - Єреван  |                       |                    |                |             |             |  |  |                    |       |
|  |                     |                       |                    |                |             |             |  |  |                    |       |
|  | Болгарія            | 1                     |                    |                |             |             |  |  |                    |       |
|  | Болгарія            | 1                     | 4 вересня — Москва |                |             |             |  |  |                    |       |
|  | Іспанія             | 2                     |                    |                |             |             |  |  |                    |       |
|  | Іспанія             | 2                     | Іспанія (пен.)     | 2 (4)          |             |             |  |  |                    |       |
|  | 1 вересня — Мінськ  |                       | Іспанія (пен.)     | 2 (4)          |             |             |  |  |                    |       |
|  |                     | СРСР                  | 2 (3)              |                |             |             |  |  |                    |       |
|  | СРСР                | СРСР                  | 2 (3)              | 1              |             |             |  |  |                    |       |
|  | СРСР                |                       | 7 вересня — Москва | 1              |             |             |  |  |                    |       |
|  | КНР                 | 0                     |                    |                |             |             |  |  |                    |       |
|  | КНР                 | 0                     | Іспанія            | 0              |             |             |  |  |                    |       |
|  | 1 вересня — Тбілісі |                       | Іспанія            | 0              |             |             |  |  |                    |       |
|  |                     | Бразилія (д.ч.)       | 1                  |                |             |             |  |  |                    |       |
|  | Бразилія            | Бразилія (д.ч.)       | 1                  | 6              |             |             |  |  |                    |       |
|  | Бразилія            | 4 вересня — Ленінград |                    | 6              |             |             |  |  |                    |       |
|  | Колумбія            | 0                     |                    |                |             |             |  |  |                    |       |
|  | Колумбія            | 0                     | Бразилія           | 2              | Третє місце | Третє місце |  |  |                    |       |
|  | 1 вересня — Баку    |                       | Бразилія           | 2              | Третє місце | Третє місце |  |  |                    |       |
|  |                     | Нігерія               | 0                  |                |             |             |  |  |                    |       |
|  | Мексика             | Нігерія               | 0                  | 1              | СРСР        | 0 (1)       |  |  |                    |       |
|  | Мексика             |                       |                    | 1              | СРСР        | 0 (1)       |  |  |                    |       |
|  | Нігерія             | 2                     |                    | Нігерія (пен.) | 0 (3)       |             |  |  |                    |       |
|  | Нігерія             | 2                     |                    |                | 0 (3)       |             |  |  |                    |       |
|  |                     |                       |                    |                |             |             |  |  | 7 вересня — Москва |       |
|  |                     |                       |                    |                |             |             |  |  |                    |       |

### Чвертьфінали
| 1 вересня 1985 19:00 |

| Болгарія       | 1–2      | Іспанія                           |
| -------------- | -------- | --------------------------------- |
| Костадинов 47' | Протокол | Марселіно 33' Фернандо 67' (пен.) |

| «Раздан», Єреван Глядачів: 20,500 Арбітр: Джо Ворралл (Англія) |

| 1 вересня 1985 17:00 |

| Бразилія                                            | 6–0      | Колумбія |
| --------------------------------------------------- | -------- | -------- |
| Жерсон 51', 69', 90'' Сілас 54' Діда 72' Мюллер 81' | Протокол |          |

| «Динамо» імені Леніна, Тбілісі Глядачів: 20,000 Арбітр: Берні Улльоа Морера (Коста-Рика) |

| 1 вересня 1985 17:00 |

| СРСР      | 1–0      | КНР |
| --------- | -------- | --- |
| Кужлєв 1' | Протокол |     |

| «Динамо», Мінськ Глядачів: 40,000 Арбітр: Алі Бін Нассер (Туніс) |

| 1 вересня 1985 17:00 |

| Мексика    | 1–2      | Нігерія                   |
| ---------- | -------- | ------------------------- |
| Медіна 50' | Протокол | Ігбінабаро 33' Мандей 35' |

| Стадіон імені Леніна, Баку Глядачів: 20,000 Арбітр: Хуан Даніель Кардельїно (Уругвай) |

### Півфінали
| 4 вересня 1985 19:00 |

| Іспанія                   | 2–2      | СРСР                                 |
| ------------------------- | -------- | ------------------------------------ |
| Лосада 70' Гойкоечеа 120' | Протокол | Художилов 38' (пен.) Іванаускас 107' |
|                           | Пенальті |                                      |
|                           | 4–3      |                                      |

| Центральний стадіон імені Леніна, Москва Глядачів: 37,000 Арбітр: Ернан Сілва (Чилі) |

| 4 вересня 1985 18:00 |

| Бразилія              | 2–0      | Нігерія |
| --------------------- | -------- | ------- |
| Мюллер 22' Балало 44' | Протокол |         |

| Стадіон імені Кірова, Ленінград Глядачів: 51,500 Арбітр: Жоель Кінью (Франція) |

### Матч за третє місце
| 7 вересня 1985 13:00 |

| СРСР | 0–0      | Нігерія |
| ---- | -------- | ------- |
|      | (Report) |         |
|      | Пенальті |         |
|      | 1–3      |         |

| Центральний стадіон імені Леніна, Москва Глядачів: 12,500 Арбітр: Джассім Манді (Бахрейн) |

### Фінал
| 7 вересня 1985 19:00 |

| Бразилія   | 1–0      | Іспанія |
| ---------- | -------- | ------- |
| Енріке 92' | Протокол |         |

| Центральний стадіон імені Леніна, Москва Глядачів: 41,000 Арбітр: Девід Сайм (Шотландія) |

## Чемпіон
| Чемпіони світу U-20 1985 Бразилія (2-ий титул) |

## Нагороди
По завершенні турніру були оголошені такі нагороди:
| Золотий бутс     | Золотий м'яч | Нагорода Fair Play |
| ---------------- | ------------ | ------------------ |
| Себастьян Лосада | Сілас        | Колумбія           |

## Бомбардири
Загалом 80 голів забили 55 різних гравців, причому жоден з них не був автоголом.
3 голи
- Балало
- Жерсон
- Мюллер
- Альберто Гарсія Аспе
- Мандей Одіака
- Фернандо Гомес
- Себастьян Лосада

2 голи
| - Діда - Еміл Костадинов - Гао Хунбо - Гон Лей | - Джон Хайро Трельєс - Аттіла Пінтер - Пал Фішер - Марк Анунобі | - Олег Кужлєв - Сергій Художилов - Вальдас Іванаускас |

1 гол
| - Кріс Каланцис - Джон Панагіс - Енріке - Лусіано - Сілас - Любослав Пенєв - Петар Міхтарський - Радко Калайджиєв - Сун Лін Юн - Феліпе Перес - Джон Кастаньйо - Вілсон Родрігес - Філіп Пріст | - Роббі Вакеншоу - Янош Сінка - Браян Муні - Пет Келч - Маркус Тьюїт - Франсіско Хав'єр Крус - Ектор Бекерра - Ігнасіо Амбріс - Віктор Медіна - Огустін Ігбінабаро - Нії Аделеє - Самсон Сяся | - Хорхе Картаман - Луїс Хара - Тріго Мерелес - Мохайсен Аль-Джаман - Ігор Скляров - Гела Кеташвілі - Сосо Чедія - Володимир Татарчук - Іон Андоні Гойкоечеа - Марселіно - Мохамед Абдельхак - Самі Туаті |

## Підсумкова таблиця
| М                              | Збірна            | І | В | Н | П | ГЗ | ГП | РГ  | О  |
| ------------------------------ | ----------------- | - | - | - | - | -- | -- | --- | -- |
| 1                              | Бразилія          | 6 | 6 | 0 | 0 | 14 | 1  | +13 | 12 |
| 2                              | Іспанія           | 6 | 2 | 2 | 2 | 8  | 8  | 0   | 6  |
| 3                              | Нігерія           | 6 | 3 | 1 | 2 | 8  | 7  | +1  | 7  |
| 4                              | СРСР              | 6 | 3 | 3 | 0 | 10 | 3  | +7  | 9  |
| Вибули в чвертьфіналі          |                   |   |   |   |   |    |    |     |    |
| 5                              | Мексика           | 4 | 3 | 0 | 1 | 7  | 3  | +4  | 6  |
| 6                              | КНР               | 4 | 2 | 0 | 2 | 5  | 5  | 0   | 4  |
| 7                              | Болгарія          | 4 | 1 | 2 | 1 | 5  | 4  | +1  | 4  |
| 8                              | Колумбія          | 4 | 1 | 2 | 1 | 5  | 10 | –5  | 4  |
| Вибули після групового турніру |                   |   |   |   |   |    |    |     |    |
| 9                              | Угорщина          | 3 | 1 | 2 | 0 | 5  | 4  | +1  | 4  |
| 10                             | Саудівська Аравія | 3 | 1 | 1 | 1 | 1  | 1  | 0   | 3  |
| 11                             | Австралія         | 3 | 0 | 2 | 1 | 2  | 3  | –1  | 2  |
| 12                             | Парагвай          | 3 | 0 | 1 | 2 | 3  | 6  | –3  | 1  |
| 13                             | Англія            | 3 | 0 | 1 | 2 | 2  | 5  | –3  | 1  |
| 14                             | Канада            | 3 | 0 | 1 | 2 | 0  | 7  | –7  | 1  |
| 15                             | Ірландія          | 3 | 0 | 0 | 3 | 3  | 7  | –4  | 0  |
| 16                             | Туніс             | 3 | 0 | 0 | 3 | 2  | 6  | –4  | 0  |